# Neoclytus approximatus
Neoclytus approximatus là một loài bọ cánh cứng trong họ Cerambycidae.